# موريل أندرسون
موريل أندرسون (بالإنجليزية: Muriel Anderson)‏ هي عازفة قيثارة أمريكية، ولدت في 1960 في دانرز غروف في الولايات المتحدة.

## وصلات خارجية
- موريل أندرسون على موقع أرشيف الشارخ.
- الموقع الرسمي
- موريل أندرسون على موقع ميوزك برينز (الإنجليزية)
- موريل أندرسون على موقع ديسكوغز (الإنجليزية)